# 롤링 스톤 역사상 가장 위대한 아티스트 100명
"롤링 스톤 역사상 가장 위대한 아티스트 100명"(Rolling Stone's 100 Greatest Artists of All Time)은 미국의 음악 잡지 롤링 스톤이 2004년과 2005년에 한 번, 2011년에 업데이트에 한 번 출판하였던 특별호로, 음악가, 작가, 음악 업계에 종사하는 인사들의 의견을 바탕으로 작성되었으며 로큰롤 시대에 활동했던 미국과 영국의 음악가들이 다수 포진되어 있다.
이 호에는 또 엘비스 코스텔로가 비틀즈에게, 자넷 잭슨이 티나 터너에게 쓴 것과 같이 음악가들이 가장 좋아했던 동료 음악가들에 대한 코멘트도 담겨져 있다. 이후에는 순위에 들어간 음악가들을 소개하는 여러 출판물이나 기사에 자주 인용되었다.

## 목록
| #   | 2004/2005년 선정             | 2011년 선정                  |
| --- | ---------------------------- | ---------------------------- |
| 1   | 비틀즈                       | 비틀즈                       |
| 2   | 밥 딜런                      | 밥 딜런                      |
| 3   | 엘비스 프레슬리              | 엘비스 프레슬리              |
| 4   | 롤링 스톤스                  | 롤링 스톤스                  |
| 5   | 척 베리                      | 척 베리                      |
| 6   | 지미 헨드릭스                | 지미 헨드릭스                |
| 7   | 제임스 브라운                | 제임스 브라운                |
| 8   | 리틀 리처드                  | 리틀 리처드                  |
| 9   | 아레사 프랭클린              | 아레사 프랭클린              |
| 10  | 레이 찰스                    | 레이 찰스                    |
| 11  | 밥 말리                      | 밥 말리                      |
| 12  | 비치 보이스                  | 비치 보이스                  |
| 13  | 버디 홀리                    | 버디 홀리                    |
| 14  | 레드 제플린                  | 레드 제플린                  |
| 15  | 스티비 원더                  | 스티비 원더                  |
| 16  | 샘 쿡                        | 샘 쿡                        |
| 17  | 머디 워터스                  | 머디 워터스                  |
| 18  | 마빈 게이                    | 마빈 게이                    |
| 19  | 벨벳 언더그라운드            | 벨벳 언더그라운드            |
| 20  | 보 디들리                    | 보 디들리                    |
| 21  | 오티스 레딩                  | 오티스 레딩                  |
| 22  | U2                           | U2                           |
| 23  | 브루스 스프링스틴            | 브루스 스프링스틴            |
| 24  | 제리 리 루이스               | 제리 리 루이스               |
| 25  | 패츠 도미노                  | 패츠 도미노                  |
| 26  | 라몬스                       | 라몬스                       |
| 27  | 너바나                       | 프린스                       |
| 28  | 프린스                       | 더 클래시                    |
| 29  | 더 후                        | 더 후                        |
| 30  | 더 클래시                    | 너바나                       |
| 31  | 조니 캐시                    | 조니 캐시                    |
| 32  | 스모키 로빈슨 & 미러클스     | 스모키 로빈슨 & 미러클스     |
| 33  | 에벌리 브라더스              | 에벌리 브라더스              |
| 34  | 닐 영                        | 닐 영                        |
| 35  | 마이클 잭슨                  | 마이클 잭슨                  |
| 36  | 마돈나                       | 마돈나                       |
| 37  | 로이 오비슨                  | 로이 오비슨                  |
| 38  | 존 레논                      | 존 레논                      |
| 39  | 데이비드 보위                | 데이비드 보위                |
| 40  | 사이먼 앤 가펑클             | 사이먼 앤 가펑클             |
| 41  | 도어스                       | 도어스                       |
| 42  | 밴 모리슨                    | 밴 모리슨                    |
| 43  | 슬라이 앤 더 패밀리 스톤     | 슬라이 앤 더 패밀리 스톤     |
| 44  | 퍼블릭 에너미                | 퍼블릭 에너미                |
| 45  | 버즈                         | 버즈                         |
| 46  | 제니스 조플린                | 제니스 조플린                |
| 47  | 패티 스미스                  | 패티 스미스                  |
| 48  | Run-D.M.C.                   | Run-D.M.C.                   |
| 49  | 엘튼 존                      | 엘튼 존                      |
| 50  | 더 밴드                      | 더 밴드                      |
| 51  | 하울링 울프                  | 핑크 플로이드                |
| 52  | 올맨 브라더스 밴드           | 퀸                           |
| 53  | 에릭 클랩튼                  | 올맨 브라더스 밴드           |
| 54  | 닥터 드레                    | 하울링 울프                  |
| 55  | 그레이트풀 데드              | 에릭 클랩튼                  |
| 56  | 팔리아멘트-펑카델릭          | 닥터 드레                    |
| 57  | 에어로스미스                 | 그레이트풀 데드              |
| 58  | 섹스 피스톨즈                | 팔리아멘트-펑카델릭          |
| 59  | 루이스 조던                  | 에어로스미스                 |
| 60  | 조니 미첼                    | 섹스 피스톨즈                |
| 61  | 티나 터너                    | 메탈리카                     |
| 62  | 에타 제임스                  | 조니 미첼                    |
| 63  | 필 스펙터                    | 티나 터너                    |
| 64  | 킹크스                       | 필 스펙터                    |
| 65  | 앨 그린                      | 킹크스                       |
| 66  | 크림                         | 앨 그린                      |
| 67  | 템테이션스                   | 크림                         |
| 68  | 재키 윌슨                    | 템테이션스                   |
| 69  | 칼 퍼킨스                    | 재키 윌슨                    |
| 70  | 폴리스                       | 폴리스                       |
| 71  | 프랭크 자파                  | 프랭크 자파                  |
| 72  | AC/DC                        | AC/DC                        |
| 73  | 라디오헤드                   | 라디오헤드                   |
| 74  | 행크 윌리엄스                | 행크 윌리엄스                |
| 75  | 이글스                       | 이글스                       |
| 76  | 셔를스                       | 셔를스                       |
| 77  | 비스티 보이즈                | 비스티 보이즈                |
| 78  | 스투지스                     | 스투지스                     |
| 79  | 포 탑스                      | 포 탑스                      |
| 80  | 엘비스 코스텔로              | 엘비스 코스텔로              |
| 81  | 드리프터스                   | 드리프터스                   |
| 82  | 에미넴                       | 크리던스 클리어워터 리바이벌 |
| 83  | N.W.A                        | 에미넴                       |
| 84  | 제임스 테일러                | 제임스 테일러                |
| 85  | 블랙 사바스                  | 블랙 사바스                  |
| 86  | 2Pac                         | 2Pac                         |
| 87  | 그램 파슨스                  | 그램 파슨스                  |
| 88  | 마일스 데이비스              | 제이Z                        |
| 89  | 야드버즈                     | 야드버즈                     |
| 90  | 카를로스 산타나              | 카를로스 산타나              |
| 91  | 리키 넬슨                    | 톰 페티                      |
| 92  | 건즈 앤 로지스               | 건즈 앤 로지스               |
| 93  | 부커 T. & 더 M.G.'s          | 부커 T. & 더 M.G.'s          |
| 94  | 나인 인치 네일스             | 나인 인치 네일스             |
| 95  | 레너드 스키너드              | 레너드 스키너드              |
| 96  | 마사 앤 더 밴덜러스          | 다이애나 로스 앤 더 슈프림스 |
| 97  | 다이애나 로스 앤 더 슈프림스 | R.E.M.                       |
| 98  | 록시 뮤직                    | 커티스 메이필드              |
| 99  | 커티스 메이필드              | 칼 퍼킨스                    |
| 100 | 리 스크래치 페리             | 토킹 헤즈                    |

## 같이 보기
- 가장 많은 음반을 판 음악가 목록
- 롤링 스톤 역사상 가장 위대한 음반 500장
- 롤링 스톤 역사상 가장 위대한 노래 500곡